# Umbilicus
Umbilicus és un gènere amb unes 90 espècies de plantes amb flor de la família crassulàcia.

## Espècies autòctones dels Països Catalans[1]
- Umbilicus rupestris

## Altres espècies
- Umbilicus horizontalis coques de paret
- Umbilicus intermedius
- Umbilicus chrysanthus
- Umbilicus chloranthus
- Umbilicus erectus
- Umbilicus oppositifolius
- Umbilicus aetneus
- Umbilicus affinis
- Umbilicus aizoon
- Umbilicus albido-opacus
- Umbilicus alpestris (Karelin et Kirilov)
- Umbilicus botryoides (Hochstetter)
- Umbilicus citrinus (Wolley-Dod)
- Umbilicus coutinhoi (Mariz)
- Umbilicus cyprius (Holmboe)
- Umbilicus deflexus (Pomel, 1875)
- Umbilicus denticulatus (Turcz.)
- Umbilicus elymaiticus (Boiss. et Hauszknecht)
- Umbilicus erubescens (Maxim.)
- Umbilicus ferganicus (Popov)
- Umbilicus fimbriatus (Turcz.)
- Umbilicus gendjnamensis (Stapf)
- Umbilicus giganteus (Battandier)
- Umbilicus glaber (Regel et Winkler)
- Umbilicus globulariaefolius (Fenzl)
- Umbilicus haussknechtii / Umbilicus hauszknechtii (Boiss. et Reuter)
- Umbilicus heylandianus (Webb et Berthel.), a Espanya i Portugal
- Umbilicus hispidus (Lam.)
- Umbilicus lampusae (Kotschy)
- Umbilicus lassithiensis (Gandoger)
- Umbilicus leucanthus (G.Don)
- Umbilicus libanoticus (Labill.) — possiblement Umbilicus glaber
- Umbilicus lievenii (Ledeb.)
- Umbilicus linearifolius (Franch.)
- Umbilicus lineatus (Boiss.)
- Umbilicus lineolatus (Boiss.)
- Umbilicus linifolius (Rupr.)
- Umbilicus luteus (Huds.)
- Umbilicus malacophyllus (Pall.)
- Umbilicus maroccanus (Gandoger)
- Umbilicus mexicanus (Schltdl., 1839)
- Umbilicus micranthus (Pomel)
- Umbilicus microstachyum (Kotschy)
- Umbilicus mirus (Pampan.)
- Umbilicus multicaulis (Boiss. et Buhse)
- Umbilicus multicaulis (Boiss. et Buhse)
- Umbilicus oreades (Decne.)
- Umbilicus oxypetalus (Boiss.)
- Umbilicus pallidiflorus (Holmboe)
- Umbilicus pallidus (Schott et Kotschy)
- Umbilicus paniculatus (Regel et Schmalh.)
- Umbilicus parviflorus (Desf.), trobada a Grècia
- Umbilicus patens (Pomel)
- Umbilicus patulus (Candargy)
- Umbilicus pendulinus (Wolley-Dod)
- Umbilicus persicus (Boiss.)
- Umbilicus pestalozzae (Boiss.)
- Umbilicus platyphyllus (Schrenk)
- Umbilicus praealtus (Brotero)
- Umbilicus pubescens (G.Don)
- Umbilicus pulvinatus (Rupr.)
- Umbilicus pulvinatus (Rupr.)
- Umbilicus radicans (Klotzsch)
- Umbilicus radiciflorus (Steud. et Boiss., 1872)
- Umbilicus ramosissimus (Maxim.)
- Umbilicus rodriguezii (Gandoger)
- Umbilicus samius (d'Urville)
- Umbilicus schmidtii (Bolle)
- Umbilicus sedoides (DC.)
- Umbilicus semenovii (Regel et Herder)
- Umbilicus semiensis (A.Rich.)
- Umbilicus sempervivum (Bieberstein)
- Umbilicus serpentinicus (Werdermann)
- Umbilicus serratus (DC.)
- Umbilicus sessilis (Dulac)
- Umbilicus seteveni (Ledeb. et A.Boriss.)
- Umbilicus simplex (C.Koch)
- Umbilicus spathulatus (Hook.)
- Umbilicus spinosus (DC.)
- Umbilicus sprunerianus (Boiss.)
- Umbilicus stamineus (Ledeb.)
- Umbilicus strangulatus (A.Berger)
- Umbilicus subspicatus (Freyn)
- Umbilicus subulatus (G.Don)
- Umbilicus thyrsiflorus (DC.)
- Umbilicus tropaeolifolius (Boiss., 1843)
- Umbilicus tuberculosus (DC. et Streud.)
- Umbilicus turkestanicus (Regel et Winkler)
- Umbilicus umbilicatus (Lam.)
- Umbilicus vulgaris (Batt. et Trabut)
- Umbilicus winkleri (Willkomm)